# Lisette Marcotte
Lisette (Lilli) Marcotte est une scénariste et réalisatrice originaire de Rouyn-Noranda en Abitibi-Témiscamingue.

## Biographie
Lisette (Lilli) Marcotte est née en 1961 à Rouyn-Noranda, en Abitibi-Témiscamingue. Elle a un certificat en scénarisation cinématographique en 1986 à l'Université du Québec à Montréal et en 1987, un Bacc. en Arts et communication de l’Université Laval à Québec. Elle a aussi effectué un stage en journalisme international au Centre de formation des journalistes à Paris.  
Elle compte plusieurs années d’expérience en tant que scénariste et réalisatrice. Elle a œuvré dans la production documentaire et télévisuelle. Au début de sa carrière, elle a travaillé au sein de grandes institutions à titre de réalisatrice de vidéos corporatives,. 
Parallèlement, elle a réalisé de nombreux reportages internationaux sur des questions liées aux droits humains. Son documentaire sur les femmes du Rwanda qui reconstruisent le pays après le génocide et ses reportages en République démocratique du Congo ont été diffusés dans plusieurs pays à travers le monde.  Rapidement, elle se trace une place enviable au sein de l’industrie télévisuelle québécoise à titre de réalisatrice de série documentaire. Ses œuvres sont très diversifiées et portent un regard sensible sur le monde à travers des histoires de vies, en passant par l’Afrique, l’Asie, l’Europe et les Amériques.
Elle a remporté en 2013 le Prix Gémeaux de la meilleure réalisation pour la série documentaire La reine du foyer. En 2008, Trisomie 21, Défi Pérou,, son long métrage documentaire touchant et humain, a remporté le Grand Prix Hydro-Québec et le Prix Communications et société au Festival du cinéma international en Abitibi-Témiscamingue ,,,et également aux festivals de Sept-îles, de Baie-Comeau et de Gatineau. En 2006, Dino Lab, un docu-fiction sur les dinosaures réalisé pour la chaine Discovery, a été traduit et diffusé dans plus de 40 pays. Toujours en 2006, La démocratie au Congo, un documentaire écrit et réalisé par Lilli Marcotte, a été présenté à l’ONU dans le cadre d’une mission internationale pour la paix. Elle a remporté 2 Prix Gémeaux avec l’équipe de Maux d’amour pour la meilleure série documentaire et meilleure direction photo. Entre les larmes et l’espoir, un documentaire abordant le génocide du Rwanda a reçu, en 1998, le prix du meilleur film canadien au Festival Vues d’Afrique.
En 2018, elle tourne Le jour où je n’ai pas pu plonger, un documentaire de 52 minutes mené par Sylvie Bernier, plongeuse canadienne qui relate les moments pénibles lors d'un drame familial.

En 2019, elle scénarise et réalise le documentaire Le dernier Nataq, le fil d'Ariane sur lequel se construit le film est la réalisation d'une murale créée à Rouyn-Noranda en hommage à la poésie de Richard Desjardins,. Elle cherche à comprendre l’esprit du lieu qui a donné naissance à sa poésie. La réalisation de cette murale à l’été 2018 par Annie Boulanger, Annie Hamel, Valéry Hamelin, Ariane Ouellet, Johannie Séguin et Brigitte Toutant devient un prétexte pour rencontrer le poète de Rouyn-Noranda et de revenir aux sources de sa création,. 
«Je ne crois pas que Richard Desjardins aurait écrit ce qu’il a écrit s’il n’était pas né à Rouyn-Noranda. Il a été touché par ce qu’il voyait. Je voulais savoir comment une ville comme la nôtre a pu donner naissance à Richard» - Lisette Marcotte 
En 2020, elle réalise Sept moments de joie, un film d’art et documentaire, sous la direction artistique du metteur en scène Benoit Landry, sera diffusé sur le Web en décembre 2020 et janvier 2021, c'est une incursion dans l’esprit d’artistes du Cirque Éloize,.
En 2021, elle réalise aussi une exposition immersive pour le Cirque Éloize (Éloize Expo), Sous les glaces, présentée dans le Vieux Montréal. Dans la même année, elle réalise le vidéoclip de Nadia Labrie, flutiste.

## Filmographie
- 2023, Exposition immersive, pour le Musée maritime de Charlevoix.
- 2022, La vie en bleu, documentaire avec Vincent Gratton, diffusion à Radio-Canada[19].
- 2021, Vidéoclip Nadia Labrie, flutiste.
- 2021, Exposition immersive, Cirque Éloize.
- 2020, Sept moments de joie, art/essai/expérimental, documentaire, 16 mm et vidéo, 70 min. Diffusion Web[20].

- 2019, Le dernier Nataq, documentaire, 75 min[21],[22],[23],[24],[25],[26].
- 2019, Dans les pas de, série-documentaire - histoire,  HD 10 X 30 minutes. Diffusion: Historia[27].
- 2018, Le jour où je n’ai pas pu plonger, documentaire, 52 min. Diffusion: Radio-Canada[28],[29].
- 2017, Capsule web, Musée canadien de l'histoire, publicité promotion vidéo/hd, 3 min.
- 2016, Les temples de la thaïlande en 360 degrés, expérimental - tourisme numérique, 20 x 30 s
- 2015, Mordus de course, série-documentaire, 10 x 45 min. Production: Zone 3. Diffusion: Historia
- 2014-2015, Les Grecs, documentaire sur l’organisation d’une exposition sur la Grèce au Musée Pointe-à-Callière et au Musée Canadien de l’Histoire
- 2014, De père en fils, série-documentaire, 10 x 22 min 22 s. Diffusion: Historia
- 2013, Golden Nugget, docu-fiction, 12 min. Diffusion: différents festivals[30].
- 2013-2014, Moyen âge, Québec, série-documentaire, 9 x 45 min. Diffusion: Historia[31],[32],[33].
- 2012, De l’ombre à la lumière, série-documentaire, 5 x 60 min. Production: Lowik Média. Diffusion: Canal Vie[34].
- 2011-2012, La reine du foyer et Papa a raison, séries-documentaires, 6 x 45 min. Meilleure réalisation série documentaire, Prix Gémeaux. Production: Zone 3. Diffusion: Historia[35].
- 2011, Joanna Comtois: l’espoir d’une petite fille extraordinaire, documentaire, 45 min 30 s. Diffusion: Canal Vie.
- 2010, Le Sexe autour du monde, série documentaire, 4 x 45 min. Diffusion: TV5[36],[37],[38],[39].
- 2010, Destination cauchemar,  série docu-fiction, 5 x 45 min. Production: Zone 3. Diffusion: Canal D[40].
- 2010, Un mal pour un bien, série-documentaire, 5 x 45 min. Diffusion: Canal Vie.
- 2009, Minuit moins une!, docu-fiction, 52 min. Diffusion: Canal Illico[41].
- 2008, Trisomie 21: Défi Pérou, documentaire, 90 min. Distribution: Axia Films. Diffusion: Sortie en salles, Canal Vie, divers festivals[42],[43],[44],[45],[46],[47],[48],[49],[50],[51],[6].
- 2009, Terres d’échanges, série-documentaire, 3 x 25 min. Diffusion: Télé-Québec.
- 2008, J’y suis, j’y reste, série-documentaire, 13 x 25 min. Diffusion: TV5.
- 2007, 8 femmes à l’aventure, série-documentaire, 8 x 45 min. Production: Zone 3. Diffusion: Canal Vie
- 2006 et 2008, Dinolab 1 et 2, docu-fiction, 2 épisodes de 60 min. Diffusion: Sciences Chanel, Discovery, NHK et autres[52].
- 2006, La démocratie au Congo, documentaire, 45 min. Diffusion : Télévision Nationale Italienne, Télévision Belge et du Luxembourg, mission de paix à l’ONU.
- 2005, Mélomaniaques, série-documentaire, 3 x 50 min. Diffusion: ARTV.
- 2005, Le dernier match de la vie, documentaire, 50 min. Production: Zone 3. Diffusion: TVA.
- 2003, L’humour de Vénus, documentaire, 50 min. Production: Les Productions Impex. Diffusion: Télé-Québec, TVA.
- 2002, Les maîtres du monde, fiction, 50 min. Diffusion: Radio-Canada.
- 1999, Les grandes peurs de l’an 2000, série-documentaire, 25 min. Diffusion: TVA.
- 1998, Entre les larmes et l’espoir, documentaire, 30 min. Diffusion: Festivals.

## Distinctions, nominations et prix
- 1998, Entre les larmes et l’espoir, un documentaire abordant le génocide du Rwanda a reçu le prix du meilleur film canadien au Festival Vues d’Afrique.
- 2002, Prix Gémeaux avec l’équipe de Maux d’amour pour la meilleure série documentaire et meilleure direction photo[53].
- 2006, La démocratie au Congo, documentaire écrit et réalisé par Lisette a été présenté à l’ONU dans le cadre d’une mission internationale pour la paix.
- 2006 ou 2008, Dinolab, un docu-fiction sur les dinosaures pour Discovery a été traduit et diffusé dans plus de 40 pays.
- 2008, Trisomie 21, Défi Pérou, Grand Prix Hydro-Québec et Prix communications et société au Festival du cinéma international en Abitibi-Témiscamingue et également  des prix aux festivals de films de Sept-îles, de Baie-Comeau et de Gatineau.
- 2010, Le sexe autour du monde - saison 1, Nominations au Prix Gémeaux 2010 «Meilleure série documentaire» et «Meilleur montage - Affaires publiques, documentaire - série».
- 2012, De l’ombre à la lumière, Nomination aux Prix Gémeaux pour la meilleure réalisation.
- 2013, La reine du foyer, Prix Gémeaux de la meilleure réalisation pour la série-documentaire[54].